# Tinko

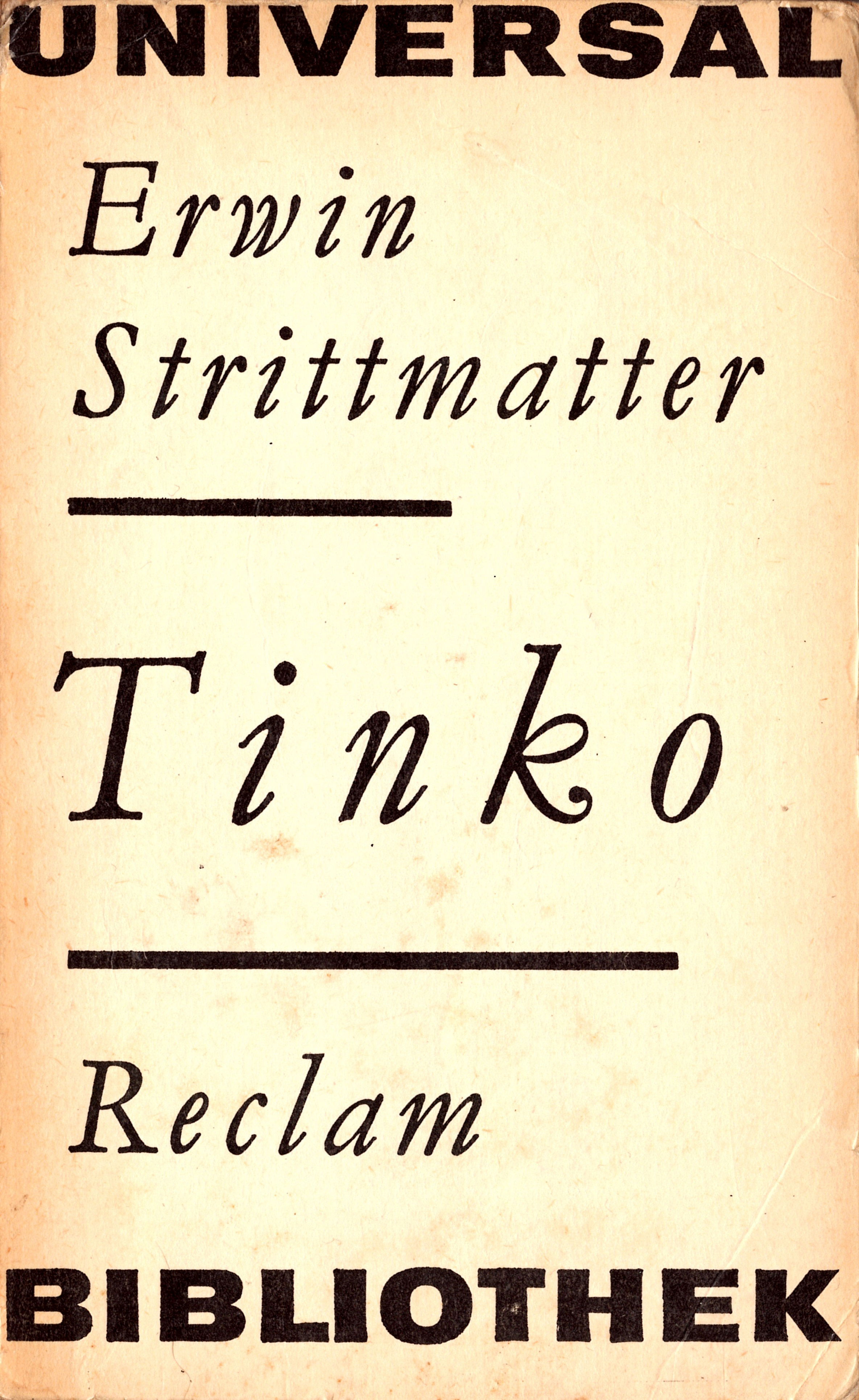
RUB-Nr. 190, Reclam Leipzig 1971

Tinko ist der Titel eines Jugendbuches von Erwin Strittmatter. Nachdem das Buch 1954 erschienen war, wurde es schnell populär, sodass der Autor 1955 für dieses Werk den Nationalpreis der DDR erhielt.

## Handlung
Thematisiert wird die Nachkriegszeit im ländlichen Brandenburg. Am Beispiel des Schicksals von Tinko, einem Jungen, für den Strittmatters Bruder Martin (dt. (Mar)Tin-ko) Vorbild war, erlebt der Leser die Ereignisse um die Rückkehr eines „Heimkehrers“ und die gesellschaftlichen Konflikte bei der Kollektivierung der Landwirtschaft in Ostdeutschland. Daneben dient die Familie mit drei Generationen als Analogie für die Perioden der deutschen Geschichte. Am Rande wird auf das Schicksal der „Umsiedler“/„Heimatvertriebenen“ eingegangen, ohne das Thema jedoch hervorzuheben.

## Hintergrund
Das Buch wurde als Schulliteratur zugelassen und fand so eine Verbreitung über die nächsten 35 Jahre. Die Illustrationen zur Erstausgabe wurden durch Karl von Appen ausgeführt und durch diverse Neuauflagen eng mit dem Text verbunden. Ab den 1970er Jahren wurde – wohl aufgrund einzelner Nachfragen – der Vorname Tinko in der DDR zugelassen.

## Verfilmung
1957 wurde das Buch von Herbert Ballmann als Tinko verfilmt.

## Notizen
1. ↑  zu: Ochsenkutscher, Tinko, Ole Bienkopp, Der Wundertäter